# Condado de Norfolk (Massachusetts)
El condado de Norfolk (en inglés: Norfolk County), fundado en 1793, es uno de los catorce condados del estado estadounidense de Massachusetts. En el 2020 el condado tenía una población de 725 981 habitantes. La sede del condado es Dedham.

## Geografía
Según la Oficina del Censo, el condado tiene un área total de 1150 km² (444 mi²), de la cual 1035 km² (399,6 mi²) es tierra y 115 km² (44,4 mi²) (10%) es agua.

## Demografía

Pirámide de edad en el condado

Según el censo en 2020, hubo 725,981 personas, 291 489 hogares, y 267,967 familias residiendo en el condado. La densidad poblacional era de 1,628 personas por milla cuadrada (628/km²). En el 2000 había 255,154 unidades unifamiliares en una densidad de 247 km² (95,4 mi²). La demografía del condado era de 71.56% blancos, 7.08% afroamericanos, 0.17% amerindios, 12.19% asiáticos, 0.02% isleños del Pacífico, 2.56% de otras razas y 6.42% de dos o más razas. 5.25% de la población era de origen hispano o latino de cualquier raza. 85.1% de la población hablaba inglés y 6.1% español en casa como lengua materna.
La renta per cápita promedia del condado en 2007 era de $77,294, y el ingreso promedio para una familia era de $95,243. En 2000 los hombres tenían un ingreso per cápita de $51,301 versus $37,108 para las mujeres. El ingreso per cápita para el condado era de $32,484 y el 4.60% de la población estaba bajo el umbral de pobreza nacional.